# Puente romano de Ávila
El puente romano de Ávila es un puente sobre el río Adaja, en la ciudad española de Ávila.

## Descripción
La ciudad se sirvió de un puente sobre el Adaja, que comunicaba la porta decumana de occidente con la ribera. Consta de cinco arcos y cuatro pilares con tajamar. Los estribos se conservan visibles sólo en la ribera izquierda del río. El lomo era, en su mitad oriental, plano, mientras la occidental vierte contra la ribera. Los arcos arrancan de diversa altura, con el fin de que las cervices de todos mantengan una altura idéntica. Tan solo el mayor, enteramente descalzado y rehecho por los pobladores medievales en granito de La Colilla, aparece hoy ligeramente más bajo, precisamente porque los reconstructores no eran ingenieros cuidadosos de las viejas legiones del Imperio.
Cortado sistemáticamente en todos sus arcos (probablemente ante la invasión árabe), hubo de ser reconstruido en período románico con diversa técnica y diverso material.

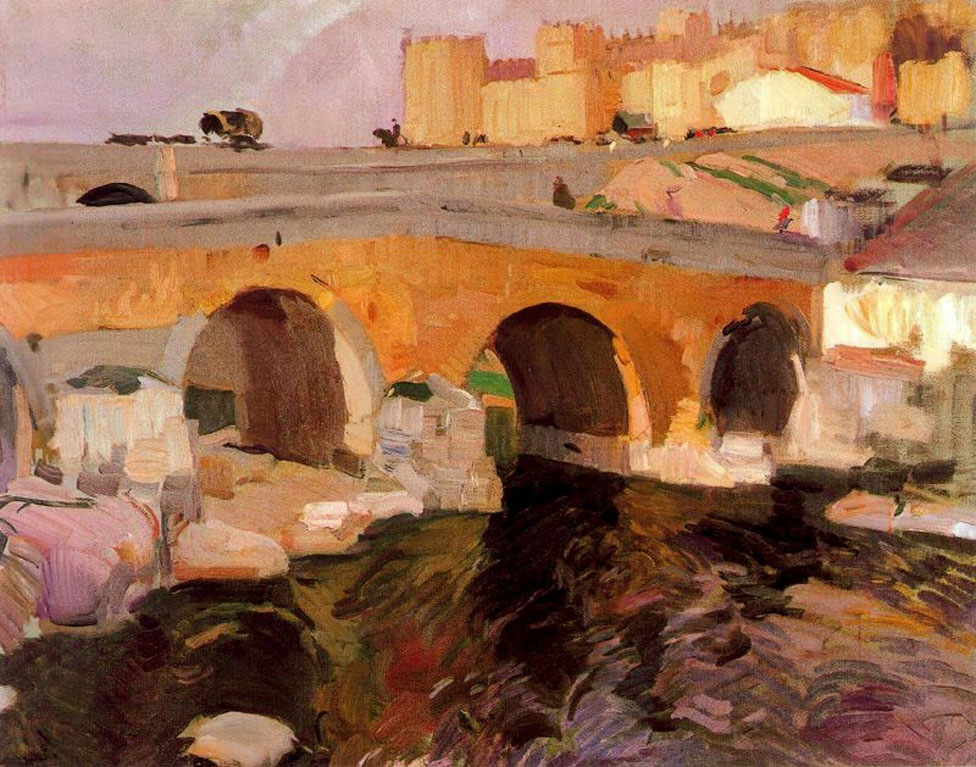
El Puente Viejo de Ávila (1910) por Joaquín Sorolla

En todos los arcos aparece claramente la rotura precedente a la reconstrucción de los repobladores medievales. Los complementos son todos de piedra arenisca, como la de los edificios románicos de la repoblación. El resto de la vieja estructura es granito gris-azul. En uno de los apoyos del arco central se ha incluido una de las cápsulas de cenizas (cista) procedentes de los monumentos funerarios romanos de algún pequeño conjunto vecino a la puerta de la ciudad. 
El arco mayor fue encontrado por los repobladores enteramente arruinado, cosa lógica en un puente abandonado por siglos en el lecho de un río torrenticio, sometido a fortísimos estiajes y a no menos fuertes avenidas. El pilar de división del arco mayor con su vecino a éste (los dos arcos en que el ímpetu de la corriente es mayor había casi desaparecido, como lo prueba el hecho de que su tajamar sea el único enteramente rehecho por los repobladores, el más desmañado y feo, el más pequeño. La cornisa interna de apoyo de la forma de madera que servía a montar el dovelaje hubo de ser rehecha, como demuestra el hecho de que en ella aparezca hoy un cinerario romano procedente de un núcleo de la necrópolis.
Reconstruido el fundamento del pilar, los reconstructores apoyaron la nueva forma de madera directamente en el lecho del río, sin utilizar el sistema de cornisa romano, por lo que el arco se redujo ligeramente de diámetro. En el resto de los arcos, donde la cornisa de apoyo de la forma arcus se conservaba perfectamente, la uniformidad de la construcción original es bien visible.
El 6 de julio de 2023 fue declarado bien de interés cultural con la categoría de monumento.